# Sepp Rist
Pour les articles homonymes, voir Rist.
Sepp Rist, né le 24 février 1900 à Bad Hindelang, commune du royaume de Bavière, et mort le 11 décembre 1980 à Röthenbach, est un acteur allemand.

## Biographie
Lors de la Première Guerre mondiale, Sepp Rist est d'abord pompier sur un torpilleur avant de devenir télégraphiste sur un U-boat d'escorte. À partir de 1920, il travaille comme opérateur radio pour la police de Nuremberg et, temporairement, à l'aéroport de Fürth.
Il est également un skieur de compétition et participe, entre autres, en 1927 aux championnats allemands de saut à ski à Garmisch-Partenkirchen. Il concourt également à des courses de ski de fond.
Lors d'une compétition de ski à Gurgl, le caméraman Sepp Allgeier le remarque et Rist reçoit ainsi le rôle masculin principal dans le film de montagne Tempête sur le mont Blanc d'Arnold Fanck. Ce film est suivi par de nombreux autres films dans lesquels Rist a toujours incarné l'image d'un bavarois aguerri. Après la guerre, il est encore apparu dans nombre de films, mais ne reçoit plus que de petits rôles dans lesquels il joue essentiellement des chasseurs, forestiers et autres rôles d'autochtones. Par après, il joue encore dans des séries télévisées.
Sepp Rist est marié avec l'actrice Carla Rust.
Il est inhumé au cimetière de Bad Hindelang, mais il ne subsiste plus qu'une plaque commémorative.

## Filmographie sélective
- 1930 : Tempête sur le mont Blanc, de Arnold Fanck : Hannes
- 1933 : SOS Iceberg, de Tay Garnett (version américaine) : Dr Johannes Brand / S.O.S. Eisberg, de Arnold Fanck (version allemande) : Dr Johannes Krafft
- 1934 : Die Reiter von Deutsch-Ostafrika de Herbert Selpin
- 1936 : Verräter de Karl Ritter
- 1938 : Le Serment d'un peuple (国民の誓, Kokumin no chikai?, titre allemand : Das heilige Ziel) de Hiromasa Nomura[1]
- 1940 : La Fille au vautour de Hans Steinhoff
- 1943 : Titanic, de Herbert Selpin et Werner Klingler : Jan
- 1962 : L'Ivresse de la forêt (Waldrausch)